# EyeTap

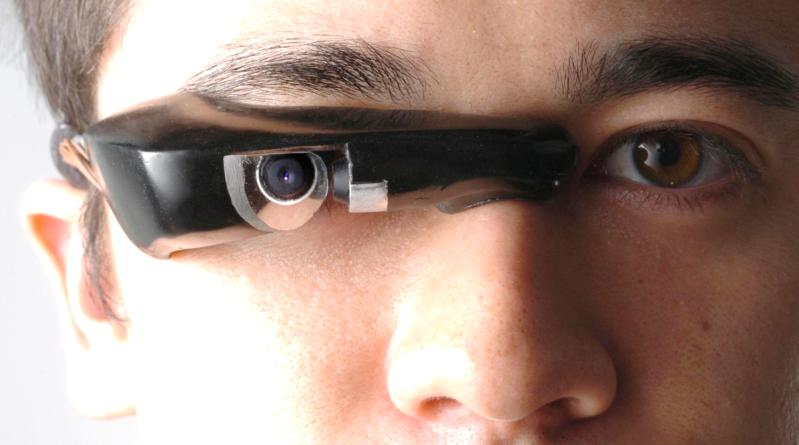

EyeTap — пристрій у формі окулярів, фільтр, який дозволяє перехоплювати зображення, що надходить в око, і, передавати його на комп'ютер і виводити далі на око. Головні особливості EyeTap — запис відео «з очей» з можливістю накладення комп'ютерної графіки на оригінальне зображення в режимі реального часу (доповнена реальність). Технологію EyeTap розробив професор Торонтського університету Стів Менн.
Перша версія EyeTap була створена в 1981 році. Вона складалася з комп'ютера, поміщеного в рюкзак і під'єднаного до камери, видошукач якої був прикручений до шолома. У міру розвитку портативних комп'ютерів, первинна версія EyeTap пройшла через кілька модифікацій, які дозволили зменшити вагу і габарити пристрою.
Сучасний EyeTap складається з окуляра, використовуваного для відображення графічних даних; клавіатури, за допомогою якої користувач може взаємодіяти з EyeTap, програмуючи його на виконання необхідних завдань; процесора, який можна прикріпити до більшості предметів одягу, і в деяких випадках навіть Wi-Fi пристрою, щоб користувач міг отримати доступ до Інтернету і онлайн-даних.